# Ágnes Osztolykán

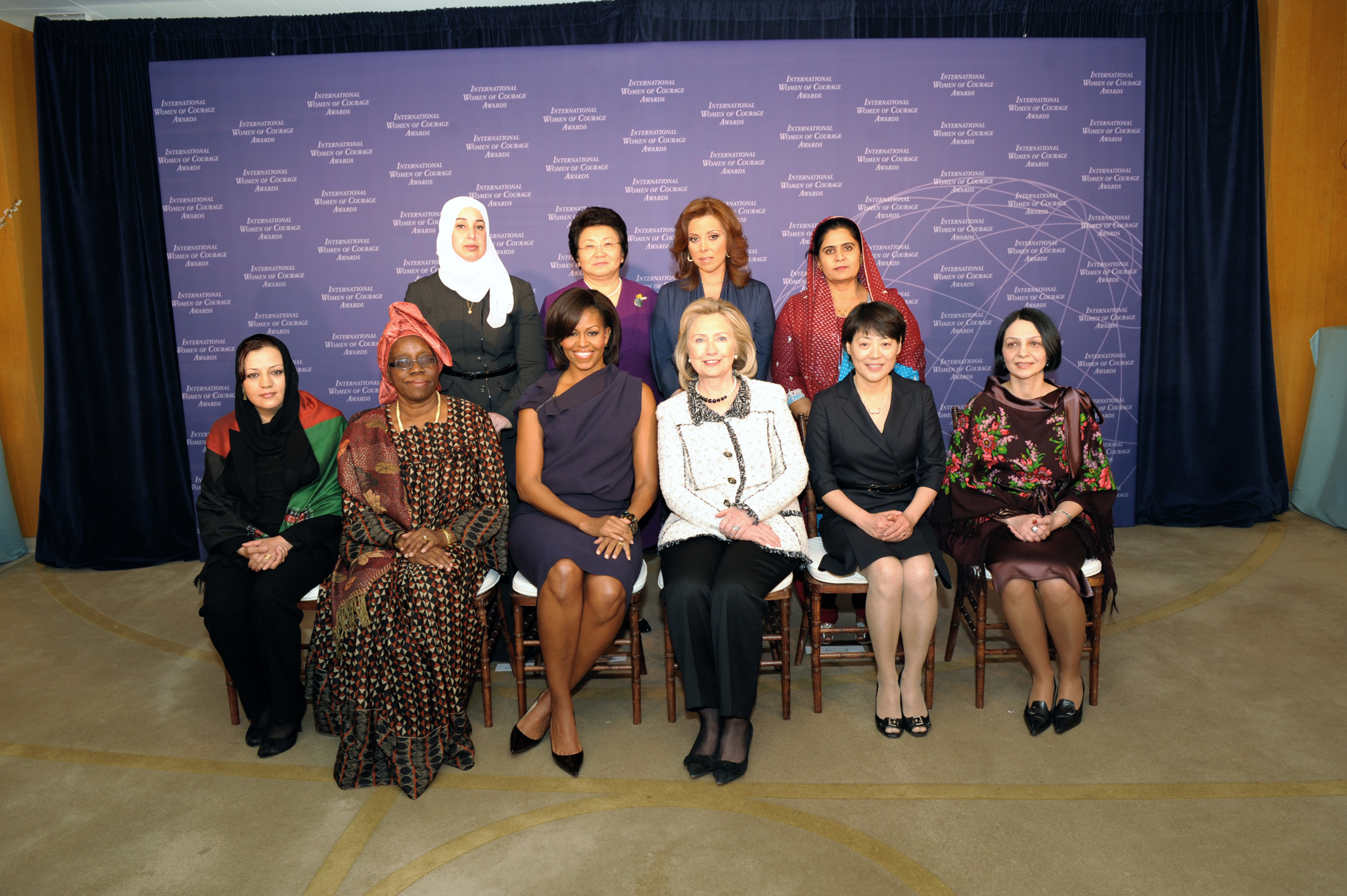
Ágnes Osztolykán (siedzi w pierwszym rzędzie, pierwsza po prawej stronie) podczas ceremonii wręczenia Międzynarodowej Nagrody dla Kobiet Niezwykłej Odwagi (IWOC) 8 marca 2011 roku. Stoją, od lewej do prawej: Eva Abu Halaweh z Jordanii, Roza Otunbayeva z Kirgistanu, Marisela Morales Ibañez z Meksyku, Ghulam Sughra z Pakistanu. Siedzą, od lewej do prawej: Marie Bashir z Afganistanu, Henriette Ekwe Ebongo z Kamerunu, Michelle Obama, Hillary Clinton, Jianmei Guo z Chin

Ágnes Osztolykán (ur. 3 listopada 1974 w Csenger) – węgierska działaczka społeczna i polityczna, aktywistka na rzecz mniejszości romskiej. W latach 2010–2014 deputowana do Zgromadzenia Krajowego Węgier.

## Życiorys
Urodziła się w rodzinie robotników. Dzięki zachęcie nauczycieli i wsparciu rodziców została zapisana do prestiżowego liceum w Budapeszcie w 1989 roku. Ukończyła studia na Uniwersytecie w Miszkolcu w 1998 roku, uzyskując dyplom z nauk politycznych. Jej praca magisterska dotyczyła losu bezdomnych. Następnie pracowała w Funduszu Społeczeństwa Otwartego, po czym przez sześć lat kierowała Dekadą na rzecz Romów w Europie w Ministerstwie Spraw Społecznych i Pracy.
W 2010 roku została wybrana do parlamentu jako jedyna posłanka narodowości romskiej z ramienia partii Polityka Może Być Inna (LMP). 26 listopada 2012 roku została wiceprzewodniczącą grupy parlamentarnej LMP. Pełniła funkcję wiceprzewodniczącej Komisji ds. Edukacji. 22 stycznia 2014 roku ogłosiła, że nie będzie startowała w wyborach parlamentarnych. Od 2016 roku pełniła funkcję doradczyni ministra Zoltána Baloga.
Ágnes Osztolykán jest działaczką na rzecz edukacji dzieci romskich, praw Romów i mniejszości oraz integracji społecznej Romów na Węgrzech. Udzielała się jako wolontariuszka w szkole zawodowej w ósmej dzielnicy Budapesztu, zajmując się nauczaniem uczniów narodowości romskiej.
W 2011 roku otrzymała Międzynarodową Nagrodę dla Kobiet Niezwykłej Odwagi (ang. International Women of Courage Award), przyznawaną przez Departament Stanu Stanów Zjednoczonych. Stała się pierwszą Romką, która otrzymała takie wyróżnienie.